# جعبه پریبنو
جعبه پریبنو (به انگلیسی: Pribnow box) توالی ای از ۶ نوکلئوتید TATAAT می‌باشد که به عنوان بخشی از پروموتور جهت فرایند رونویسی در پروکاریوت‌ها الزامی است. Prinow box در پروکاریوت‌ها نقشی مشابه TATA box در یوکاریوت‌ها را داراست. این توالی توسط یکی از زیر واحدهای آنزیم RNA پلی مراز شناسایی می‌شود و به‌دنبال ان RNA پلی مراز در مرحلهٔ آغاز نسخه برداری به آن می‌چسبد.
همچنین این جایگاه‌ها جز اولین نقطاتی هستند که مولکول دو رشته‌ای DNA به هنگام رونویسی از این نقاط از هم باز می‌شوند تا یک رشته به عنوان الگو جهت رونویسی قرار بگیرد.
این توالی برخی مواقع، توالی ۱۰- هم نامیده می‌شود، زیرا به اندازه ۱۰ جفت باز در فرادست نقطه آغاز نسخه برداری واقع است. احتمال حضور هریک از نوکلئوتیدها در توالی‌های مختلف Prinow box به قرار زیر است:
| T   | A   | A   | T   | A   | T   |
| ۸۹٪ | ۴۹٪ | ۵۹٪ | ۵۲٪ | ۸۹٪ | ۸۲٪ |